# Xu Shiyou

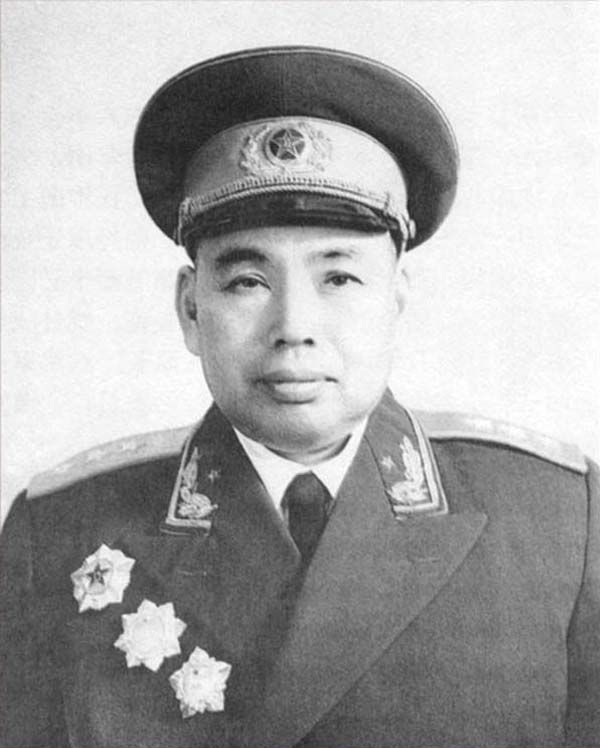

Xu Shiyou, född 28 februari 1905 i Xinxian, Henan-provinsen, död 22 oktober 1985 i Nanjing, var en kinesisk kommunistisk politiker och trestjärnig general i Folkets befrielsearmé.
Xu började sin militära karriär under krigsherren Wu Peifu innan han gick över till Kinas kommunistiska parti. Xu deltog i Långa marschen och var strängt lojal mot Mao Zedong när denne kom till makten 1949.
Under kulturrevolutionen lyckades han undkomma förföljelse och var befälhavare över Nanjings militärområde. Xu höll distans till de fyras gäng och drogs inte in i utrensningarna av gruppen kring Lin Biao 1971. Efter Deng Xiaoping avsatts från alla sina positioner våren 1976 sökte han sin tillflykt till Xus högkvarter i Guangzhou och efter Maos död samma år tryckte Xu på för att Deng skulle rehabiliteras.